# Demofoonte
Demofoonte ist ein Opern-Libretto in drei Akten von Pietro Metastasio. Andere Namen sind Démophon, Demophontes, Dirce oder L’usurpatore innocente. Mit mehr als 70 bekannten Vertonungen ist es eines seiner beliebtesten Werke. Erstmals aufgeführt wurde es in der Fassung von Antonio Caldara am 4. November 1733 zur Feier des Namenstags Karls VI. in Wien.
Eine deutsche Übersetzung des Librettos von Johann Anton Koch erschien 1772 unter dem Namen Demophoon im vierten Band seiner unvollendet gebliebenen Gesamtausgabe Des Herrn Abt Peter Metastasio Kayserl. Königl. Hofpoetens Dramatische Gedichte.

## Handlung
Im 1774 erschienenen deutschsprachigen Libretto der Vertonung von Carl Heinrich Graun findet sich die folgende Inhaltsangabe:

„König Demophontes, welcher die Halb-Insel Thracien beherrschte, suchte zwar den grausamen Gebrauch, den das Oracul des Apollo vorgeschrieben hatte, da nehmlich jedes Jahr eine Jungfer vor dem Bilde des Apollo muste geopfert werden, gleichfalls zu erfüllen; doch befahl er, den Namen der unglückseligen Jungfer, die zum Opfer dienen sollte, durch das Loos zu wählen.
Matusius, einer von den Großen des Königreichs, wendete vor, es dürfte sich die Dircea, deren Vater er zu seyn glaubte, dem Schicksal der übrigen Jungfern nicht mit unterwerfen, und führte zur Ursache das eigene Beyspiel des Königs an, welcher, um seine leibliche Tochter nicht dem Loos auszusetzen, selbige aus Thracien entfernet hatte. Demophontes, der sich über die Verwegenheit des Matusius erzürnte, ertheilte den grausamen Befehl, die unschuldige Dircea, ohne die Entscheidung des Glücks zu erwarten, zum Opfer zu schleppen.
Diese war bereits eine Gemahlin des Timantes, vermeinten Sohns und Erbens des Demophontes; sie suchten aber ihre Verbindung aus Furcht vor einem alten Gesetze des Königreichs, Kraft dessen jede Unterthanin, die sich mit einem Thron-Erben vermählete, zum Tode verdammt wurde, auf das sorgfältigste zu verbergen.
Indessen hatte Demophontes, dem die Vermählung des Timantes mit der Dircea völlig unbekannt war, seinen vermeinten Sohn und Erben der Prinzeßinn Creusa, einer Tochter des Königs von Phrygien, zum künftigen Gemahl versprochen. Zur Erfüllung dieses Versprechens, sendete er den Cherintus, seinen andern Sohn ab, die Prinzeßinn Braut zu empfangen, und sie nach Thracien zu bringen. Den Timantes berief er zu gleicher Zeit aus dem Felde zurück. Als nun Timantes, der von allem, was vorgieng, nichts wuste, eiligst in der Königl. Residenz eintraf, und endlich den gefahrlichen Zustand, worinnen er, und seine Dircea, sich befanden, merkte, wollte er sich entschuldigen, suchte auch seine Gemahlinn durch Wuth und Gewalt zu vertheidigen, dergestalt, daß der kluge König ihre geheime Verbindung entdeckte, und sie beyde zum Tode verdammte. Allein, in dem Augenblick, da das strenge Urtheil sollte vollstreckt werden, fühlte Demophontes wieder in seinem Herzen die Regungen der väterlichen Erbarmung, welche ihm zuletzt, nebst den vielen Vorbitten anderer, die Verzeihung aus seinem Munde lockten.
Diese glücklichen Veränderungen erfuhr Timantes. Jedoch, kaum hatte er die starken Würkungen einer unvermutheten Freude empfunden; so gerieth er in einen Abgrund der Bestürzung und Schrecken: weil man ihn durch unwidersprechliche Beweisthümer überzeugte, daß seine Dircea eine leibliche Tochter des Demophontes, und er zugleich der Gemahl seiner eigenen Schwester war.
Seine völlige Verzweiflung schien demnach unvermeidlich; aber man entdeckte auf eine ganz unerwartete Art, und überwies ihn gründlich, daß er nicht der Thron-Erbe noch der Sohn des Demophontes, sondern vielmehr ein Sohn des Matusius sey. Hiedurch änderten sich alle Umstände plötzlich.
Der von seinem bisherigen Schrecken befreyte Timantes umarmte seine Gemahlinn, und indem Demophontes in der Person des Cherintus seinen wahren Erben fand; so erfüllete er sein Versprechen, und gab selbigem die Prinzeßinn Creusa zur Gemahlinn.“

Die folgende ausführlichere Inhaltsangabe basiert auf dem deutschsprachigen Libretto der Vertonung von Giovanni Battista Ferrandini, die 1737 in München aufgeführt wurde.

### Erster Akt

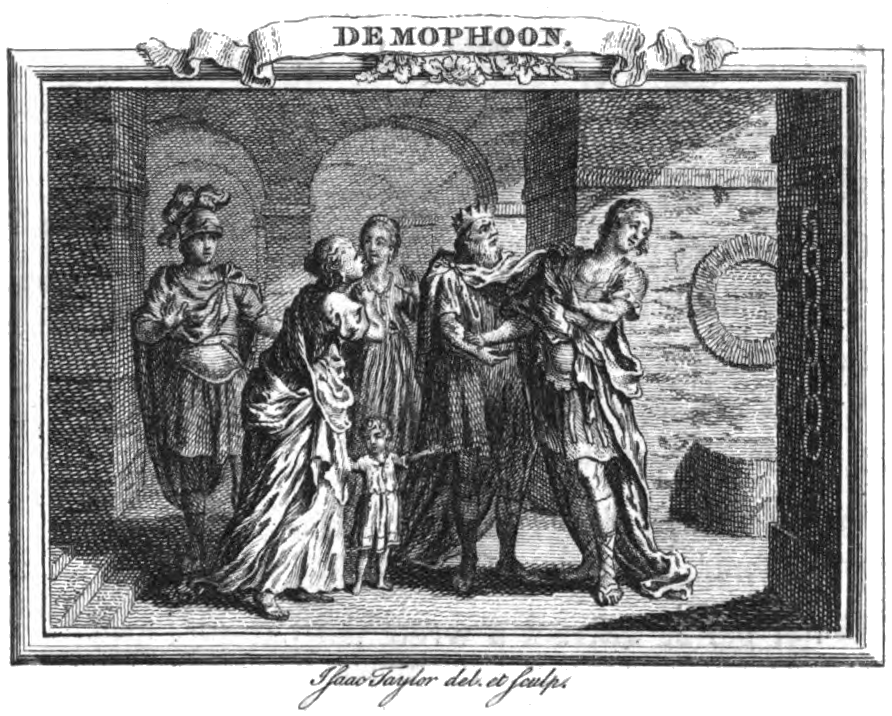
Bild aus der Textausgabe, London 1767

Erhöhte Gärten mit Zugang zu verschiedenen Zimmern des königlichen Palasts
Aufgrund eines Orakelspruchs muss in Thrakien jedes Jahr dem Gott Apollo eine Jungfrau geopfert werden. Diese wird durch das Los bestimmt. König Demofoonte hat seine eigene Tochter jedoch von der Wahl ausgenommen. Der Reichsfürst Matusio möchte diesem Beispiel folgen und das Schicksal seiner Tochter Dircea ebenfalls nicht dem Los aussetzen. Dircea jedoch befürchtet, dass er sich dadurch den Zorn des Königs zuziehen werde. Dircea ist heimlich mit Timante, dem Kronprinzen Demofoontes, verheiratet, und sie haben einen gemeinsamen kleinen Sohn: Olinto. Von der Ehe darf niemand erfahren, weil aufgrund eines alten Gesetzes die Todesstrafe darauf steht, wenn sich eine Untertanin mit dem Kronprinzen vermählt. Timante ist gerade von seinem Vater aus dem Feldlager zurückberufen worden, und Dircea erzählt ihm von den ersten Gehversuchen Olintos. Außerdem teilt sie ihm ihre Sorgen bezüglich des Orakel-Opfers mit. Das Orakel sei erst kürzlich erneut befragt worden und habe die dunkle Antwort gegeben: „Des Himmels Zorn-Feuer über euch Aufhören wird zu brennen / Wann der unschuldige Anmasser um ein Reich Wird seinen Irrthum kennen.“ Dircea hat weniger Angst vor dem Tod als vor dem bevorstehenden Streit ihres Vaters mit dem König. Außerdem ist sie keine Jungfrau mehr und deshalb als Opfer eigentlich untauglich. Wenn sie das weiterhin verschweigt, betrügt sie den König, ansonsten den Himmel. Timante rät ihr, sich dem König anzuvertrauen. Er habe im Kampf bereits einige Verdienste erworben und könne daher seinen Vater um Gnade für sie bitten. Dircea will sich auf Timante verlassen und geht.
Demofoonte kommt und teilt Timante mit, dass er beschlossen habe, ihn mit der phrygischen Kronprinzessin Creusa zu vermählen. Diese sei gerade in Begleitung von Timantes jüngerem Bruder Cherinto im Hafen angekommen. Timante bringt es nicht mehr fertig, seinem Vater von Dircea zu erzählen.
Ein prächtig zur Ankunft der phrygischen Prinzessin geschmückter Hafen
Diese steigt mit ihrem Gefolge unter dem Klang verschiedener exotischer Instrumente aus dem prächtigsten der vielen Schiffe.
Cherinto gesteht Creusa seine Liebe, wird jedoch von ihr zurückgewiesen. Timante kommt zu ihnen und schickt seinen Bruder kurz fort, um mit Creusa alleine zu reden. Er teilt ihr mit, dass es ein unüberwindliches Hindernis für ihre Heirat gebe, das sein Vater nicht kennen dürfe. Er bittet sie daher, selbst zu erklären, dass sie ihn nicht heiraten wolle. Er ruft Cherinto zurück und geht. Creusa ist empört über diese Begrüßung und bittet Cherinto, ihre Ehre zu rächen. Sie will ihm alles dafür geben, ihr Herz, ihre Hand, ihren Thron und all ihren Besitz, wenn er seinen Bruder tötet. Als er zögert, wirft sie ihm Feigheit vor.
Matusio will Dircea gegen ihren Willen aus der Stadt führen, um sie in Sicherheit bringen. Er verlässt sie kurz, um ein passendes Schiff zu finden. Als sie Timante sieht, klagt sie ihm ihr Leid und bittet ihn, sich um Olinto zu kümmern. Matusio kommt zurück und versucht, Dircea fortzuführen. Da Timante ihn daran hindern will, ziehen beide ihre Schwerter. Dircea beruhigt Timante damit, dass ihr Vater nichts von ihrer geheimen Ehe weiß. Dieser entschuldigt sich darauf bei ihm. Matusio erklärt nun, dass der König ihm seinen Versuch, Dircea von der Verlosung auszunehmen, übelgenommen habe und sie zum Opfer bestimmt habe, ohne das Los abzuwarten. Timante versucht ihn zu beruhigen. Sein Vater sei nicht so grausam und werde seinen im Zorn ausgesprochenen Befehl sicher widerrufen. Da kommt jedoch schon der Hauptmann Adrasto mit einigen Soldaten und lässt Dircea auf Befehl des Königs festnehmen. Dircea verabschiedet sich verzweifelt von ihrem Vater und Timante. Timante bittet Matusio, Dircea zu folgen, um herauszufinden, wo sie untergebracht wird. Er selbst will inzwischen zu seinem Vater gehen und ihn um Gnade bitten.

### Zweiter Akt
Kabinette
Creusa teilt Demofoonte mit, dass sie wieder nach Phrygien abreisen möchte, ohne Timante zu heiraten. Demofoonte vermutet, Timantes raues Benehmen sei schuld daran und bittet sie, dieses zu entschuldigen. Er verspricht ihr, Timante noch heute zur Hochzeit zu überreden. Nachdem sie gegangen ist, kommt Timante und bittet seinen Vater um Gnade für Dircea. Der kann und will aber seinen Befehl nicht widerrufen, sondern lieber über Timantes Verhalten gegenüber Creusa reden. Timante fleht auf den Knien für Dircea. Schließlich gibt Demofoontes nach und schenkt ihm Dirceas Leben, sofern er seinen Widerstand gegen Creusa aufgibt und diese heiratet. Da Timante dies ablehnt, bleibt es beim Todesurteil für Dircea. Verzweifelt geht Timante fort. Demofoonte befiehlt nun, Dircea sofort zum Opferplatz zu führen.
Überdachte Gänge
Timante erzählt Matusio von seinem erfolglosen Gespräch mit dem König und drängt ihn zur Flucht. Er will nachfolgen, sobald er Dircea befreit hat. Da wird Dircea von Soldaten und Tempeldienern vorbeigeführt. Sie trägt ein weißes Kleid und eine Blumenkrone und ist bereits auf dem Weg zur Opferzeremonie. Gegen so viele Gegner hat Timante jetzt keine Chance. Er will daher Freunde zusammenrufen und sie im Tempel befreien.
Nachdem Timante fort ist, kommt Creusa, und Dircea bittet sie um Unterstützung für Timante. Creusa ist beeindruckt von Dircea. Sie kann verstehen, warum Timante sie liebt und beschließt, den beiden zu helfen. Da gerade auch Cherinto vorbeikommt, bittet sie diesen um Unterstützung. Sie verlangt jetzt nicht mehr von ihm, dass er Timante tötet, sondern ihn im Gegenteil rettet. Sie selbst will inzwischen bei Demofoonte um Gnade für Dircea bitten. Creusa hat mittlerweile durchaus Gefühle für Cherinto. Sie ist aber nicht bereit, seinetwegen auf den Thron zu verzichten.
Vorhof des Apollo-Tempels
Prächtige aber kurze Treppenstufen zum Tempel, dessen Innenraum hinter den Säulen zu sehen ist. Der Altar ist zerfallen, das Feuer erloschen, das Tempelgeschirr umworfen, die Blumen, Bänder, Beile und andere Opferinstrumente liegen verstreut auf den Stufen und dem Boden; die Priester befinden sich auf der Flucht; die königlichen Wächter werden von den Freunden Timantes verfolgt, und überall herrscht Verwirrung und Tumult.
Timante verfolgt einige der Wächter auf den Stufen. Dircea ruft ihn erschrocken von oben zurück. Es folgt ein kleines Scharmützel, in dem Timantes Freunde die Oberhand behalten. Nach dem Kampf ruft Timante Dircea zu sich, um mit ihr zu fliehen. Es ist jedoch zu spät, da von beiden Seiten Wachen kommen. Timante versucht, sich und Dircea mit dem Schwert den Weg zu bahnen. Als auch Demofoontes kommt und ihn auffordert, auch ihn, seinen Vater, zu töten, gibt Timante auf und unterwirft sich. Demofoonte befiehlt nun den Priestern, Dircea sofort zu opfern. In seiner Not gesteht Timante, dass Dircea keine Jungfrau mehr ist, sondern seine Gemahlin und bereits Mutter. Demofoonte befiehlt, beide einzukerkern, um sie gemeinsam zu verurteilen. Nachdem er gegangen ist, beschließen Dircea und Timante, sich selbst zu töten, bringen es aber nicht fertig.

### Dritter Akt
Innenhof des Kerkers

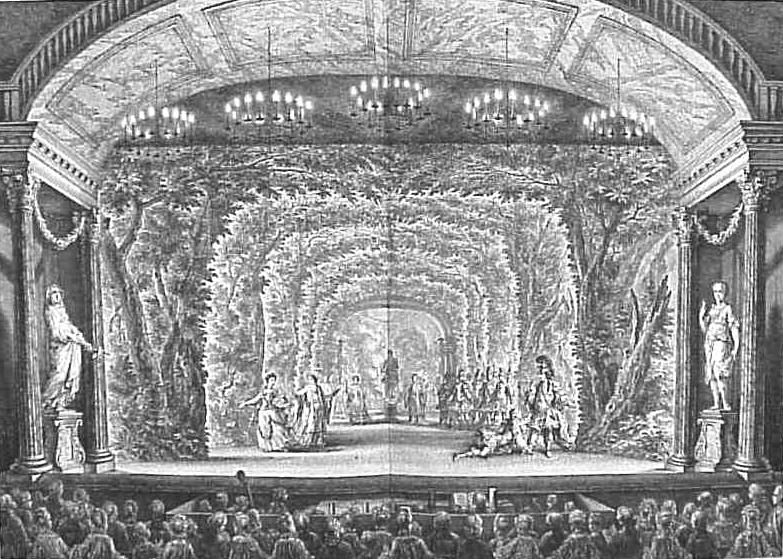
Simon Fokke: vierte Szene aus dem dritten Akt von „Demophontes“, erster Juni 1768 in der Schouwburg Amsterdam

Adrasto kommt zu Timante in den Kerker und richtet ihm Dirceas Wunsch aus, dass er sich Creusa heiraten solle, um sich dadurch zu retten. Timante lehnt dies jedoch ab. Nachdem Adrasto gegangen ist, kommt Cherinto und berichtet, dass Demofoonte ihm vergeben habe und auch Dircea freigelassen werde. Creusas Bitten haben sein Herz erweicht, und als er, Cherinto, dann Dircea und ihren Sohn zu ihm gebracht habe, habe er vollends nachgegeben. Demofoonte sei bereits auf dem Weg zum Kerker, um ihm die gute Nachricht persönlich zu bringen. Timante schlägt Cherinto vor, selbst Creusa zu heiraten. Aber weil sie gekommen ist, um den Thronfolger zu heiraten, glaubt Cherinto nicht, dass sie mit ihm als jüngerem Bruder vorliebnehmen werde. Timante bietet darauf an, ihm sein Thronfolgerecht zu überlassen. Denn wenn Cherinto ihm nicht das Leben gerettet hätte, wäre er bereits Kronprinz. Cherinto geht.
Matusio kommt mit einem Schreiben in der Hand zu Timante. Er hat soeben herausgefunden, dass Dircea gar nicht seine Tochter ist, sondern die des Königs und damit Timantes Schwester. Den Brief hatte ihm seine Frau auf dem Totenbett übergeben und dabei einen Eid von ihm verlangt, dass er ihn nur dann öffnen solle, wenn Dircea eine Gefahr drohe. Da das schon so viele Jahre her ist, habe er sich erst wieder daran erinnert, als er den Brief unter den Sachen fand, die er zu Flucht mitnehmen wollte. Der Brief stammt von der Königin selbst, die mit seiner Freu eng befreundet war. Sie weist darin auf einen weiteren Brief hin, der im Hoftempel zu den Füßen der Gottheit versteckt ist – ein Ort, den nur der König selbst betreten darf. Timante ist verzweifelt wegen der Schande, seine eigene Schwester geheiratet zu haben und schickt Matusio fort.
Creusa, Demofoonte, Adrasto und Olinto kommen nacheinander zu Timante, um ihm die Nachricht von der Vergebung zu bringen. Er ist jedoch von Gefühlen überwältigt, bringt es nicht fertig, ihnen von Matusios Fund zu erzählen und geht fort. Die anderen verstehen sein Verhalten nicht.
Ein prächtiger Raum im königlichen Palast mit dem kostbar geschmückten Bett Creusas
Cherinto führt Timante in Creusas Zimmer. Adrasto, Matusio, Dircea mit Olinto und Demofoonte kommen zu ihnen, und Demofoontes teilt Timante den Inhalt des zweiten Briefes mit, den er inzwischen gefunden hat. Demnach ist Timante nicht sein echter Sohn, sondern wurde auf Wunsch der Königin als Baby mit Dircea vertauscht, weil sie sich einen Thronfolger gewünscht hatte. Dircea ist also Demofoontes Tochter, und Timante der Sohn Matusios. Nun kommt auch Creusa, und Demofoontes bietet ihr den echten Kronprinzen Cherintus als Bräutigam an, womit diese gern einverstanden ist. Inzwischen ist auch der Sinn des Orakels klar geworden: Timante selbst ist der im Orakel genannte „unschuldige Anmasser“ des Reichs. Das jährliche Blutopfer ist also ab sofort nicht mehr nötig. Timante ist erleichtert, dass sich alles zum Guten gewendet hat und kann seinen Sohn und seine Frau endlich ohne Sorgen in die Arme schließen.

## Geschichte
Die Handlung des Librettos basiert auf einer antiken Sage des Phylarchos, die im zweiten Buch des De astronomia (Nr. 40 „Wasserschlange“) von Hyginus überliefert ist. Darin ermordet Mastusius die Töchter des Königs aus Rache für die Opferung seiner eigenen Tochter, mischt deren Blut mit Wein und serviert es dem König. Metastasio verzichtete in seinem Werk auf die Darstellung derartiger Grausamkeiten und wurde dafür von zeitgenössischen Kritikern gelobt. Andere Handlungsstränge könnten durch Antoine Houdar de la Mottes Tragödie Inès de Castro von 1723 inspiriert worden sein, in der es um die leidenschaftliche Beziehung zwischen der Hofdame Inès und dem Prinzen Pedro, einem Sohn Afonsos IV. von Portugal geht. Als weitere Vorlagen wurden Giovanni Battista Guarinis Tragikomödie Il pastor fido von 1590 (Opferungsbefehl) und Torquato Tassos Tragödie Il Re Torrismondo von 1587 (Inzucht-Thema, inspiriert von Sophokles’ König Ödipus) identifiziert.
Gaetano Latillas Erfolg mit seiner 1738 im Teatro San Giovanni Crisostomo in Venedig aufgeführten Vertonung erwies sich als wesentlich für seine spätere Karriere. Auch Christoph Willibald Glucks 1742 geschriebene Fassung für das Teatro Regio Ducale in Mailand wurde gepriesen. Niccolò Jommelli schrieb zwischen 1743 und 1770 gleich vier verschiedene Versionen. Baldassare Galuppis Fassung für Madrid, die 1749 zusammen mit dem Kastraten Farinelli auf die Bühne gebracht wurde, war ebenfalls sehr erfolgreich. Die 1773 von Maxim Sosontowitsch Beresowski für Livorne geschriebene Fassung gilt als die erste Oper eines russischen (bzw. ukrainischen) Komponisten, die in Italien aufgeführt wurde. 1788 und 1789 wurden in der Opéra unter dem Namen Démophon zwei französische Fassungen von Luigi Cherubini (freie Bearbeitung des Librettos von Jean-François Marmontel) bzw. Johann Christoph Vogel (Übersetzung von Philippe Desriaux) aufgeführt. Eine der ersten in Rio de Janeiro aufgeführten Opern war die zweiaktige Fassung von Marcos António Portugals ursprünglich 1794 für Mailand komponierter Vertonung.
Auch Wolfgang Amadeus Mozart beschäftigte sich immer wieder mit dem Stoff. Zwischen 1770 und 1782 vertonte er insgesamt sechs Szenen des Librettos in Form von Konzertarien. In Italien und Paris hoffte er offensichtlich konkret auf Kompositionsaufträge für eine „Demofoonte-Oper“. Im Auftrag des WDR erstellte die Dramaturgin Sabine Radermacher daraus ein „fiktives bisher nicht bekannte[s] Opernfragment“, das am 1. Dezember 2013 von WDR 3 gesendet wurde und auch auf CD erhältlich ist.

## Vertonungen
Folgende Komponisten legten dieses Libretto einer Oper zugrunde:
| Komponist                                                             | Uraufführung                                                             | Aufführungsort      | Anmerkungen |  |
| --------------------------------------------------------------------- | ------------------------------------------------------------------------ | ------------------- | --- |  |
| Antonio Caldara                                                       | 4. November 1733, Hoftheater                                             | Wien                | zur Feier des Namenstags Karls VI. |  |
| Gaetano Maria Schiassi                                                | 26. Dezember 1734, Teatro San Giovanni Crisostomo                        | Venedig             | auch 1737 in der Academia da Trindade in Lissabon und am 19. Mai 1738 im Teatro de los Caños del Peral in Madrid                                                                               |  |
| Pietro Vincenzo Chiocchetti                                           | 1735, Teatro Falcone                                                     | Genua               | |  |
| Domenico Sarro, Francesco Mancini, Leonardo Leo und Giuseppe Sellitto | 20. Januar 1735, Teatro San Bartolomeo                                   | Neapel              | erster Akt von Sarro, zweiter Akt von Mancini, dritter Akt von Leo, Intermezzi von Sellitto |  |
| Francesco Ciampi                                                      | 5. Februar 1735, Teatro Tordinona                                        | Rom                 | |  |
| Egidio Duni                                                           | 24. Mai 1737, King’s Theatre am Haymarket                                | London              | unter dem Namen Demophontes, King of Thrace |  |
| Giovanni Battista Ferrandini                                          | 22. Oktober 1737, Hoftheater                                             | München             | |  |
| Gaetano Latilla                                                       | 26. Dezember 1737, Teatro San Giovanni Crisostomo                        | Venedig             | |  |
| Giovanni Battista Lampugnani                                          | Januar 1738, Teatro Ducale                                               | Piacenza            | Libretto bearbeitet von Bartolomeo Vitturi |  |
| Giuseppe Ferdinando Brivio                                            | Karneval 1738, Teatro Regio                                              | Turin               | Einem Eintrag in der bei der Gesellschaft der Musikfreunde in Wien erhaltenen Partitur zufolge stammt diese Oper von Carlo Francesco Brivio                                                    |  |
| anonym                                                                | 28. Dezember 1738, Schlosstheater des Grafen Johann Adam von Questenberg | Jarmeritz in Mähren | |  |
| Giuseppe Rejna                                                        | Oktober 1739, Teatro Solerio                                             | Alessandria         | |  |
| Leonardo Vinci                                                        | Karneval 1741, Teatro Pubblico                                           | Lucca               | |  |
| Andrea Bernasconi                                                     | Karneval 1741, Teatro delle Dame                                         | Rom                 | überarbeitet am 26. Januar 1756 oder 1766 im Hoftheater München |  |
| Giovanni Verocai                                                      | Sommermesse 1741, Hoftheater                                             | Braunschweig        | |  |
| Christoph Willibald Gluck                                             | 6. Januar 1743, Teatro Regio Ducale                                      | Mailand             | erhalten bis auf Sinfonia, Rezitativ und eine Arie; sieben Arien stammen von Francesco Maggiore; mehrere weitere Aufführungen in anderen Städten                                               |  |
| Giovanni Chinzer u. a.                                                | Frühling 1743, Teatro                                                    | Rimini              | Pasticcio, nur die Rezitative sind von Chinzer; Neufassung 1749 in Kopenhagen |  |
| Niccolò Jommelli                                                      | 13. Juni 1743, Teatro degli Obizzi                                       | Padua               | erste Fassung; spätere Aufführungen auch Karneval 1754 in Lodi und 1755 in London |  |
| Carl Heinrich Graun                                                   | 17. Januar 1746, Königliche Hofoper                                      | Berlin              | als Demofoonte, re di Tracia; Karneval 1774 wiederaufgeführt |  |
| John Christopher Smith                                                | um 1747/48                                                               |                     | verschollen |  |
| Johann Adolph Hasse                                                   | 9. Februar 1748, Hoftheater                                              | Dresden             | erste Vertonung; überarbeitet (möglicherweise nicht von Hasse selbst) am 26. Dezember 1748 im Teatro San Giovanni Crisostomo in Venedig; mehrere weitere Aufführungen in anderen Städten       |  |
| Baldassare Galuppi                                                    | 18. Dezember 1749, Real Teatro del Buen Retiro                           | Madrid              | erste Fassung; mit zusätzlicher Musik von Giovanni Battista Mele; weitere Aufführungen in Prag und Bologna                                                                                     |  |
| Francesco Antonio Uttini                                              | 1750                                                                     | Ferrara             | in zwei Akten |  |
| Ignazio Fiorillo                                                      | Sommer 1750, Hoftheater                                                  | Braunschweig        | |  |
| Davide Perez                                                          | Herbst 1752, Teatro di Corte                                             | Lissabon            | |  |
| Niccolò Jommelli                                                      | 3. Februar 1753, Teatro Regio Ducale                                     | Mailand             | zweite Fassung |  |
| Antonio Maria Mazzoni                                                 | Karneval 1754, Teatro Ducale                                             | Parma               | |  |
| Gennaro Manna                                                         | Karneval 1754, Teatro Regio                                              | Turin               | |  |
| Gioacchino Cocchi                                                     | 23. Mai 1754, Teatro San Salvatore                                       | Venedig             | |  |
| Giuseppe Sarti                                                        | Karneval 1755, Det Kongelige Teater                                      | Kopenhagen          | erste Fassung |  |
| Antonio Gaetano Pampani                                               | Karneval 1757, Teatro delle Dame                                         | Rom                 | auch am 24. Juli 1757 im Teatro degli Accademici Risvegliati in Pistoia und zu Karneval 1764 im Teatro San Cassiano in Venedig                                                                 |  |
| Baldassare Galuppi                                                    | Juni 1758, Teatro Nuovo                                                  | Padua               | zweite Fassung; überarbeitet 1759 im Teatro San Benedetto in Venedig |  |
| Pasquale Vinci                                                        | Karneval 1758, Accademia degli Intronati                                 | Siena               | auch am 30. Januar 1759 im Teatro Pubblico in Rimini |  |
| Tommaso Traetta                                                       | Karneval 1758, Teatro Regio Ducale Vecchio                               | Mantua              | auch zu Karneval 1759 im Teatro del Sole in Pesaro und zu Karneval 1770 erneut in Mantua |  |
| Johann Adolph Hasse                                                   | 4. November 1758                                                         | Neapel              | zweite Vertonung |  |
| Antonio Ferradini                                                     | 26. Dezember 1758, Teatro Regio Ducale                                   | Mailand             | |  |
| Johann Ernst Eberlin                                                  | 1759, Hoftheater                                                         | Salzburg            | |  |
| Antonio Brunetti                                                      | 1760, Teatro Pubblico                                                    | Pisa                | |  |
| Niccolò Piccinni                                                      | Mai 1761, Teatro Moderno                                                 | Reggio nell’Emilia  | |  |
| Antonio Boroni                                                        | 1761, Teatro                                                             | Senigallia          | auch zu Karneval 1762 in Vicenza |  |
| anonym                                                                | 15. August 1762, Teatro della Pergola                                    | Florenz             | |  |
| Gian Francesco de Majo                                                | Karneval 1763, Teatro Argentina                                          | Rom                 | |  |
| Niccolò Jommelli                                                      | 11. Februar 1764, Herzogliches Theater                                   | Stuttgart           | dritte Fassung |  |
| Mattia Vento                                                          | 2. März 1765, King’s Theatre am Haymarket                                | London              | |  |
| Brizio Petrucci                                                       | 26. Dezember 1765, Teatro Bonacossi                                      | Ferrara             | |  |
| Pietro Alessandro Guglielmi                                           | 8. Oktober 1766, Teatro Onigo                                            | Treviso             | |  |
| Josef Mysliveček                                                      | 17. Januar 1769, Teatro San Benedetto                                    | Venedig             | erste Fassung |  |
| Samuel Arnold                                                         | 24. Februar 1770, Theatre Royal in Covent Garden                         | London              | als Sprechdrama Timanthes in englischer Sprache von John Hoole; Arnold vertonte nur fünf Nummern des dritten Akts                                                                              |  |
| Niccolò Jommelli                                                      | 4. November 1770, Teatro San Carlo                                       | Neapel              | vierte Fassung; auch am 6. Juni 1775 im Palácio da Ajuda in Lissabon und am 10. Januar 1778 im Herzoglichen Theater in Stuttgart; bei den Salzburger Pfingstfestspielen 2009 wieder aufgeführt |  |
| Johann Baptist Wanhal                                                 | 1770                                                                     |                     | verschollen |  |
| Jan Antonín Koželuh                                                   | Januar 1771, Nuovo Teatro                                                | Prag                | |  |
| Giuseppe Sarti                                                        | 30. Januar 1771, Det Kongelige Teater                                    | Kopenhagen          | zweite Fassung |  |
| Pasquale Anfossi                                                      | Karneval 1773, Teatro Argentina                                          | Rom                 | auch in mehreren anderen Städten aufgeführt |  |
| Maxim Sosontowitsch Beresowski                                        | Februar 1773, Teatro San Sebastiano                                      | Livorno             | als Demofont |  |
| Josef Mysliveček                                                      | 20. Januar 1775, Teatro San Carlo                                        | Neapel              | zweite Fassung |  |
| Giovanni Paisiello                                                    | Karneval 1775, Teatro San Benedetto                                      | Venedig             | auch in mehreren anderen Städten aufgeführt |  |
| Joseph Schuster                                                       | 1776, Teatro Nuovo                                                       | Forlì               | auch zu Karneval 1777 in Pavia; 2003 auf CD erschienen |  |
| Carlo Monza                                                           | 1776, Nuovo Teatro                                                       | Alessandria         | |  |
| Ferdinando Bertoni u. a.                                              | 1778, King’s Theatre am Haymarket                                        | London              | Pasticcio |  |
| Giacomo Rust                                                          | 26. Oktober 1780, Teatro della Pergola                                   | Florenz             | |  |
| Giuseppe Sarti                                                        | 26. Januar 1782, Teatro Argentina                                        | Rom                 | dritte Fassung; auch zu Karneval 1787 im Teatro Civico del Verzaro in Perugia |  |
| Giuseppe Gazzaniga                                                    | Karneval 1782, Teatro di Santa Cecilia                                   | Palermo             | Zuschreibung zweifelhaft |  |
| Antonio Pio                                                           | Karneval 1783, Teatro Rangoni                                            | Modena              | |  |
| Felice Alessandri                                                     | 12. Juni 1783, Teatro Nuovo                                              | Padua               | |  |
| Angelo Tarchi                                                         | 24. September 1786, Teatro Nuovo                                         | Crema               | |  |
| Alessio Prati                                                         | 26. Dezember 1786, Teatro San Benedetto                                  | Venedig             | |  |
| Luigi Gatti                                                           | 12. Mai 1787, Teatro Regio Ducale                                        | Mantua              | |  |
| Gaetano Pugnani                                                       | 26. Dezember 1787, Teatro Regio                                          | Turin               | |  |
| anonym                                                                | 17. Oktober 1788, Teatro della Pergola                                   | Florenz             | |  |
| Luigi Cherubini                                                       | 2. Dezember 1788, Opéra                                                  | Paris               | Libretto bearbeitet von Jean-François Marmontel als Démophon |  |
| Niccolò Antonio Zingarelli                                            | 1789                                                                     | Triest              | auch am 25. November 1795 im Teatro La Fenice in Venedig |  |
| Johann Christoph Vogel                                                | 22. September 1789, Opéra                                                | Paris               | Libretto bearbeitet von Philippe Desriaux als Démophon |  |
| Vincenzo Federici                                                     | 6. April 1790, King’s Theatre am Haymarket                               | London              | Libretto bearbeitet als L’usurpatore innocente in zwei Akten |  |
| Vittorio Trento                                                       | 1791                                                                     |                     | |  |
| Marcos António Portugal                                               | 8. Februar 1794, Teatro alla Scala                                       | Mailand             | später auch in einer zweiaktigen Bearbeitung in Rio de Janeiro |  |
| Charles Edward Horn                                                   | 1821, Theatre Royal, Drury Lane                                          | London              | als Dirce, or The Fatal Urn |  |
| Giuseppe Maria Sborgi                                                 | 1836, Teatro Pagliano                                                    | Florenz             | |  |

## Aufnahmen und Aufführungen in neuerer Zeit
- Christoph Willibald Gluck:
  - 23. November 2014: konzertante Aufführung im Theater an der Wien. Il complesso barocco, Leitung: Alan Curtis. Sänger: Colin Balzer (Demofonte), Aryeh Nussbaum Cohen (Timante), Sylvia Schwartz (Dircea), Natalia Kawałek-Plewniak (Arien der Creusa), Romina Basso (Cherinto), Vittorio Prato (Matusio) und Nerea Berraondo (Adrasto, Rezitative der Creusa).[98]
- Niccolò Jommelli:
  - 1995: Aufführungen beim XIIe Festival de Crémone im Teatro Ponchielli in Cremona und bei den Schwetzinger Festspielen. Leitung: Frieder Bernius. Sänger: Peter Grønlund (Demofoonte), Martina Borst (Timante), Petra Hoffmann (Dircea), Helene Schneiderman (Creusa), Robert Expert, Randall Wong, Max Emanuel Cenčić.[34]
  - 2009: Aufführungen der vierten Fassung bei den Salzburger Pfingstfestspielen, in der Opéra Garnier in Paris und im Teatro Alighieri in Ravenna. Orchestra Giovanile Luigi Cherubini, Leitung: Riccardo Muti. Sänger: Dmitry Korchak (Demofoonte), Josè Maria Lo Monaco (Timante), Maria Grazia Schiavo (Dircea), Valentina Coladonato (Creusa), Eleonora Buratto (Cherinto), Antonio Giovannini (Matusio), Valer Barna-Sabadus (Adrasto) und Ginevra Mazzoni (Olinto).[34][99]
- Domenico Sarro / Francesco Mancini / Leonardo Leo:
  - 2005: Aufführungen beim Vadstena Summer Opera Festival in Vadstena, Schweden. Leitung: Mark Tatlow Sänger: Nikola Matisic (Demofoonte), Karolina Blixt (Timante), Trine Bastrup Møller (Dircea), Ida Falk Winland (Creusa), Erik Enqvist (Cherinto) und Karl Rombo (Matusio).[11]
- Joseph Schuster:
  - 2003: CD. La Ciaccona, Leitung: Ludger Rémy. Sänger: Andreas Post, Dorothee Mields, Jörg Waschinski, Werner Buchin, Jan Kobow, Marie-Kathrin Melnitzky, Bernhard Schafferer.[100]

## Digitalisate
1. ↑  Johann Anton Koch: Des Herrn Abt Peter Metastasio Kayserl. Königl. Hofpoetens Dramatische Gedichte, aus dem Italiänischen übersetzt. Vierter Band. Krauß, Frankfurt und Leipzig 1772 als Digitalisat beim Münchener Digitalisierungszentrum.
2. 1 2  Libretto (italienisch/deutsch) der Oper von Carl Heinrich Graun, Berlin 1774 als Digitalisat bei der Staatsbibliothek zu Berlin.
3. 1 2 3  Libretto (deutsch) der Oper von Giovanni Battista Ferrandini, München 1737 als Digitalisat beim Münchener Digitalisierungszentrum.
4. ↑  Libretto (italienisch)  der Oper von Gaetano Maria Schiassi, Venedig 1735. Digitalisat im Corago-Informationssystem der Universität Bologna.
5. ↑  Libretto (italienisch/spanisch) der Oper von Gaetano Maria Schiassi, Madrid 1738 als Digitalisat bei Google Books.
6. ↑  Libretto (italienisch)  der Oper von Domenico Sarro u. a., Neapel 1735. Digitalisat im Corago-Informationssystem der Universität Bologna.
7. ↑  Partitur der Oper von Sarro, Mancini, Leo und Sellitto, 1735 als Digitalisat beim International Music Score Library Project.
8. ↑  Libretto (italienisch) der Oper von Gaetano Latilla, Venedig 1738 als Digitalisat im Museo internazionale e biblioteca della musica di Bologna.
9. ↑  Libretto (italienisch) der Oper von Giovanni Battista Lampugnani, Piacenza 1738 als Digitalisat im Museo internazionale e biblioteca della musica di Bologna.
10. ↑  Libretto (italienisch/deutsch) der Oper von Andrea Bernasconi, München 1766 als Digitalisat beim Münchener Digitalisierungszentrum.
11. ↑  Libretto (italienisch)  der Oper von Christoph Willibald Gluck, Mailand 1742. Digitalisat im Corago-Informationssystem der Universität Bologna.
12. ↑  Libretto (italienisch)  der Oper von Giovanni Chinzer, Rimini 1743. Digitalisat im Corago-Informationssystem der Universität Bologna.
13. ↑  Libretto (italienisch)  der Oper von Niccolò Jommelli (erste Fassung), Mailand 1743. Digitalisat im Corago-Informationssystem der Universität Bologna.
14. ↑  Partitur der Oper von Niccolò Jommelli, 1743 als Digitalisat beim International Music Score Library Project.
15. ↑  Partitur der Oper von Carl Heinrich Graun, 1776 als Digitalisat beim International Music Score Library Project.
16. ↑  Libretto der Oper von Johann Adolph Hasse, Dresden 1748 als Digitalisat bei der Staatsbibliothek zu Berlin.
17. ↑  Partitur der Oper von Johann Adolph Hasse, 1748 als Digitalisat beim International Music Score Library Project.
18. ↑  Libretto (italienisch/spanisch) der Oper von Baldassare Galuppi, Madrid 1750 als Digitalisat im Museo internazionale e biblioteca della musica di Bologna.
19. ↑  Libretto (italienisch/deutsch) der Oper von Ignazio Fiorillo, Braunschweig 1751 als Digitalisat bei der Staatsbibliothek zu Berlin.
20. ↑  Libretto (italienisch)  der Oper von Niccolò Jommelli (zweite Fassung), Mailand 1753. Digitalisat im Corago-Informationssystem der Universität Bologna.
21. ↑  Libretto (italienisch) der Oper von Antonio Mazzoni, Parma 1754 als Digitalisat im Museo internazionale e biblioteca della musica di Bologna.
22. ↑  Libretto (italienisch)  der Oper von Gioacchino Cocchi, Venedig 1754. Digitalisat im Corago-Informationssystem der Universität Bologna.
23. ↑  Libretto (italienisch) der Oper von Antonio Gaetano Pampani, Rom 1757 als Digitalisat im Museo internazionale e biblioteca della musica di Bologna.
24. ↑  Libretto (italienisch) der Oper von Tommaso Traetta, Mantua 1758 als Digitalisat im Museo internazionale e biblioteca della musica di Bologna.
25. ↑  Libretto (italienisch) der Oper von Antonio Ferradini, Mailand 1759 als Digitalisat im Museo internazionale e biblioteca della musica di Bologna.
26. ↑  Libretto (italienisch) der Oper von Niccolò Piccinni, Reggio nell’Emilia 1761 als Digitalisat beim Münchener Digitalisierungszentrum.
27. ↑  Libretto (italienisch) der Oper von Gian Francesco de Majo, Rom 1763 als Digitalisat im Museo internazionale e biblioteca della musica di Bologna.
28. ↑  Libretto (italienisch) der Oper von Niccolò Jommelli, Neapel 1770 als Digitalisat beim Münchener Digitalisierungszentrum.
29. ↑  Libretto (italienisch/dänisch) der Oper von Giuseppe Sarti, Kopenhagen 1771 als Digitalisat im Museo internazionale e biblioteca della musica di Bologna.
30. ↑  Libretto (italienisch) der Oper von Pasquale Anfossi, Rom 1773 als Digitalisat im Museo internazionale e biblioteca della musica di Bologna.
31. ↑  Partitur der Oper von Josef Mysliveček, 1775 als Digitalisat beim International Music Score Library Project.
32. ↑  Libretto (italienisch) der Oper von Giovanni Paisiello, Venedig 1775 als Digitalisat im Museo internazionale e biblioteca della musica di Bologna.
33. ↑  Libretto (italienisch)  der Oper von Antonio Pio, Modena 1783. Digitalisat im Corago-Informationssystem der Universität Bologna.
34. ↑  Libretto (italienisch) der Oper von Angelo Tarchi, Mailand 1786 als Digitalisat beim Münchener Digitalisierungszentrum.
35. ↑  Libretto (italienisch)  der Oper von Alessio Prati, Venedig 1787. Digitalisat im Corago-Informationssystem der Universität Bologna.
36. ↑  Libretto (italienisch) der Oper von Gaetano Pugnani, Turin 1788 als Digitalisat beim Münchener Digitalisierungszentrum.
37. ↑  Libretto (italienisch)  der Oper von Niccolò Antonio Zingarelli, Venedig 1795. Digitalisat im Corago-Informationssystem der Universität Bologna.
38. ↑  Libretto (italienisch/englisch) der Oper L’usurpatore innocente von Vincenzo Federici, London 1790 als Digitalisat bei Archive.org.
39. ↑  Libretto (italienisch) der Oper von Marcos António Portugal, Mailand 1794 als Digitalisat im Museo internazionale e biblioteca della musica di Bologna.